# Parafia Wszystkich Świętych w Kępnie
Parafia Wszystkich Świętych w Kępnie – parafia greckokatolicka w Kępnie. Parafia należy do eparchii wrocławsko-koszalińskiej i znajduje się na terenie dekanatu poznańskiego.

## Świątynia parafialna
Nabożeństwa odbywają się w rzymskokatolickiej kaplicy pw. Wszystkich Świętych (na terenie cmentarza).